# Suden bei Gorden
Suden bei Gorden este o arie protejată (arie specială de conservare — SAC, sit de importanță comunitară — SCI) din Germania întinsă pe o suprafață de 89,34 ha, integral pe uscat.

## Localizare
Centrul sitului Suden bei Gorden este situat la coordonatele 51°32′42″N 13°39′01″E / 51.545°N 13.6503°E.

## Înființare
Situl Suden bei Gorden a fost declarat sit de importanță comunitară în februarie 1999 pentru a proteja un număr necunoscut de specii din flora spontană și fauna sălbatică aflate în arealul zonei. Situl a fost protejat și ca arie specială de conservare în martie 1981.

## Biodiversitate
Situată în ecoregiunea continentală, aria protejată conține 2 habitate naturale: Pajiști cu Molinia pe soluri calcaroase, turboase sau argilos-nămoloase (Molinion caeruleae), Păduri acidofile de Picea de la nivel montan la nivel alpin (Vaccinio-Piceetea).
La baza desemnării sitului se află un număr nedeclarat de specii protejate.
Pe lângă speciile protejate, pe teritoriul sitului au mai fost identificate 9 specii de plante.